# Hidryta sordida
Hidryta sordida là một loài tò vò trong họ Ichneumonidae.